# 溪洲 (新北市)
溪洲，是台灣新北市的一個地名，位於今板橋區西南部，範圍包括成和里及崑崙里南部、堂春里、溪北里西北角除外部分、溪洲里、溪福里。

## 歷史
台灣清治末期至日治前期，溪洲為一街庄，稱為「溪洲庄」，隸屬於擺接堡。該庄當時為包含多個溪中沙洲，北與沙崙庄、番仔園庄為鄰，東與員林庄為鄰，南邊沛舍坡庄，西南邊為山仔腳庄，西邊為彭福庄。
1920年（日治大正九年），該庄改制為「溪洲」大字，隸屬於台北州海山郡板橋庄（後改制為板橋街）。戰後板橋街改制為板橋鎮，隸屬於台北縣，大字亦改制為里。其後板橋鎮先後改制為板橋市、板橋區。由於人口增加，如今溪洲地區已細分為多個里。

## 交通
- 城林大橋

## 學校
- 溪洲國小
- 沙崙國小

## 公園
- 溪洲公園
- 溪北公園

## 廟宇

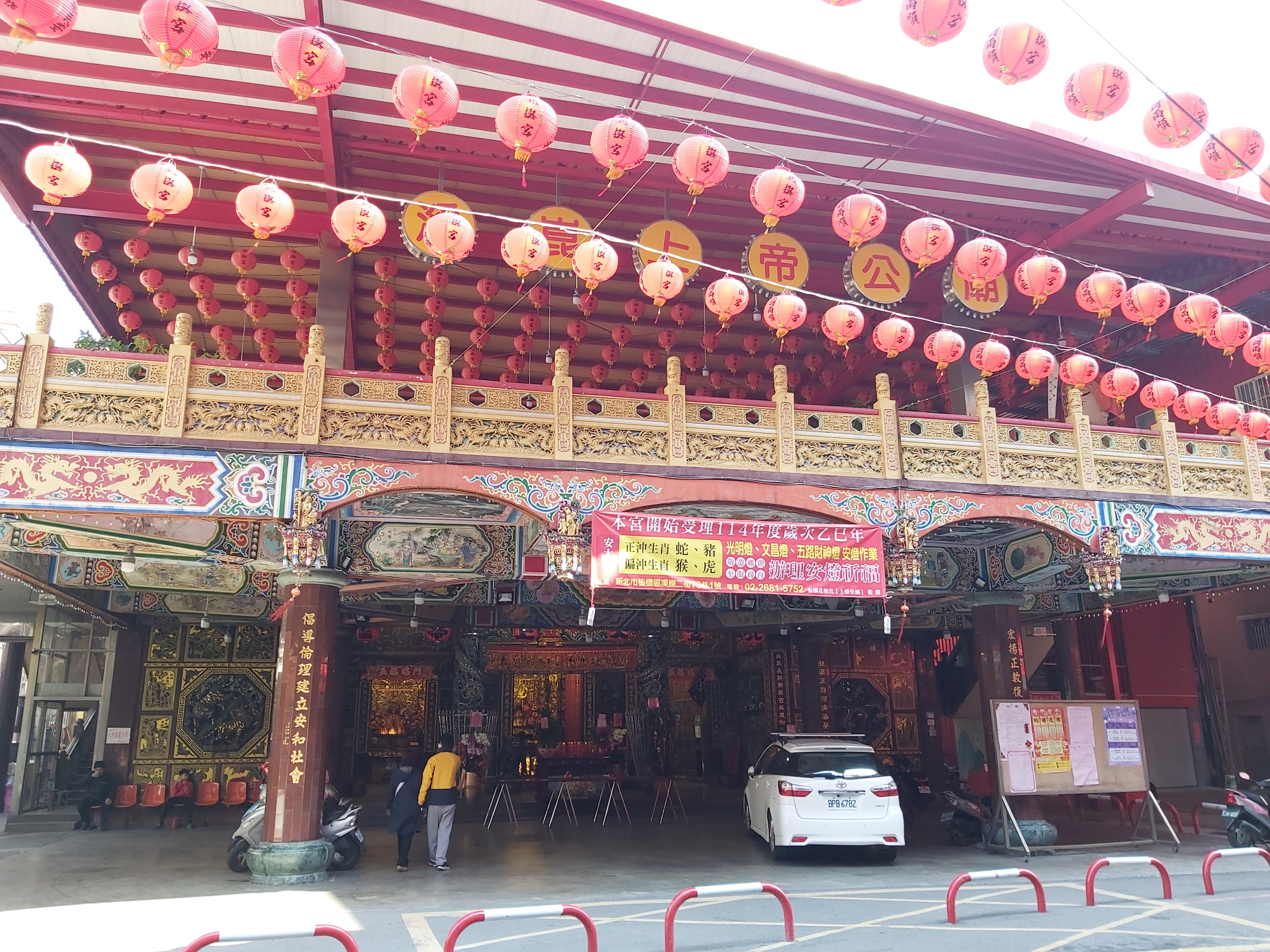
板橋北極宮（溪崑上帝公廟），主祀玄天上帝
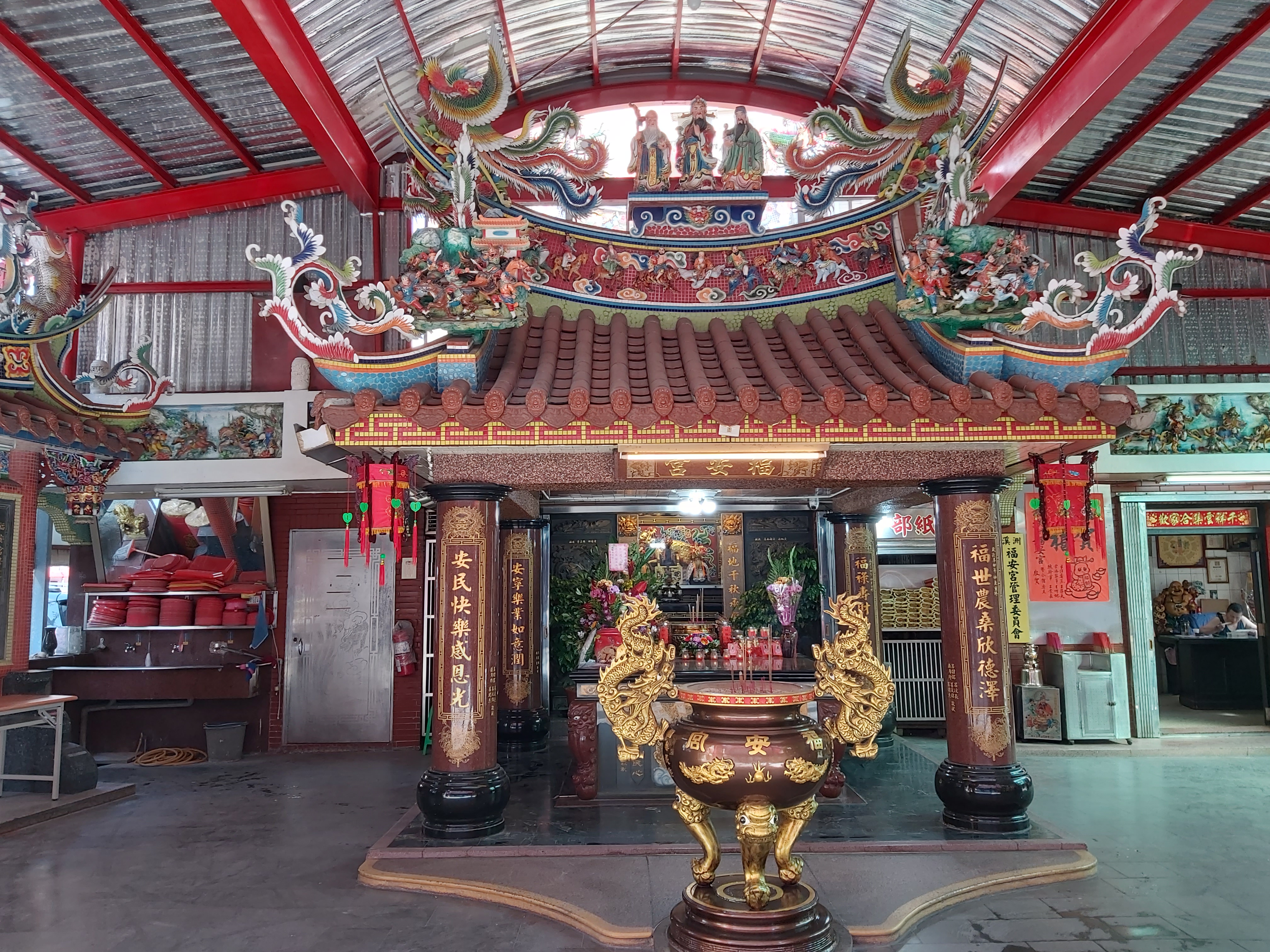
板橋溪洲福安宮，主祀福德正神